# هوينه كوانغ ثانه
هيونه كوانغ ثانه (بالفيتنامية: Huỳnh Quang Thanh) ، من مواليد 6 ابريل 1984 في فيتنام ، لاعب كرة قدم فيتنامي.
و هو يلعب مع نادي بنه درونغ الفيتنامي.
و هو يلعب مع منتخب فيتنام لكرة القدم.

## كأس آسيا 2007
و قد سجل الهدف الأول في مرمى منتخب الإمارات لكرة القدم في كأس آسيا 2007.

## روابط خارجية
- هوينه كوانغ ثانه على موقع قاعدة بيانات كرة القدم.إي يو (الإنجليزية)
- هوينه كوانغ ثانه على موقع ناشيونال فوتبول تيمز (الإنجليزية)
- هوينه كوانغ ثانه على موقع Soccerway.com (الإنجليزية)